# Philip Charles Lithman
Philip Charles Lithman (* 17. Juni 1949 in London; † 1. Juli 1987 in  Linz, Österreich), genannt Snakefinger, war ein britischer Multiinstrumentalist, Gitarrist, Sänger und Komponist. Er wurde durch seine Zusammenarbeit mit  The Residents bekannt und veröffentlichte eigene Produktionen, unter anderem mit seiner Band Chilli Willi and the Red Hot Peppers und später mit den Vestal Virgins.
Seine Fingerfertigkeit soll ihm den Spitznamen Snakefinger eingetragen haben. Einer anderen Quelle zufolge sollen ihm The Residents den Namen gegeben haben, da auf einem Foto sein Finger aussah, wie eine Schlange, die eine Violine attackiert.
Lithman kam aus dem Psychedelic Rock. Seine Spieltechnik mit dramatischen, schrägen Läufen auf der Gitarre haben ihre Wurzeln im britischen Blues und im Artrock, insbesondere bei Robert Fripp und Fred Frith.

## Biografie
Mit seinem Freund Martin Stone spielte Lithman zunächst bei der „Junior’s Blues Band“, dann als Folk-Rock-Duo. Das Duo gründete die Band Chilli Willi and the Red Hot Peppers. Ende der 1960er Jahre ging Lithman in die USA.
1971 traf er in San Francisco auf The Residents, die er bei zwei Live-Auftritten begleitete. Bei einem Liveauftritt im Radio sorgte er mit quietschender Geige bei einer Free Jazz Persiflage für Aufsehen.
Im darauffolgenden Jahr kehrte Lithman nach England zurück und spielte wieder in seiner Band Chilli Willi and the Red Hot Peppers, mit der er zwei Alben aufnahm. Als sich die Band 1975 auflöste, kehrte er nach Amerika zurück und ließ sich in Los Angeles nieder, wo er zwei Jahre lang mit Demos versuchte, im Stil der Eagles, von Jackson Brown oder anderen Softrock Bands im Mainstream Fuß zu fassen. Sowohl Warner Bros. als auch RCA lehnte ihn ab.
1976 sorgte Lithman mit seinem Gitarrensolo zu der Coverversion der Residents von Satisfaction für Aufsehen und 1978 kehrte er zu seinen alten Freunden The Residents nach San Francisco zurück. Die hatten sich inzwischen zu einer bizarren Band mit Kultstatus und eigenem Label entwickelt und wollten weitere Künstler in ihrem Label aufnehmen. The Residents wurden Co-Autoren und Produzenten von den beiden Snakefinger-Alben Chewing Hides the Sound (1979), Greener Postures (1980) sowie der Single The Spot (1978). Snakefinger wirkte auf den Residents-Alben  Duck Stab (1978)  und The Commercial Album (1980) mit.
Seine Soloalben wurden von der Kritik positiv aufgenommen (Chewing erhielt 1983 im Rolling Stone Record Guide die Bewertung „classic“), schienen aber in ihrer Ähnlichkeit mit dem Album Duck Stab, den Texten und Bildern stark von The Residents beeinflusst. Wenn Lithman die Gelegenheit erhielt, drangen seine Britrock-Purismen durch. In den frühen 80er-Jahren, formierte er mit Mitgliedern von Pere Ubu die Vestal Virgins, und nahm 1982 ein drittes Album auf, Manual of Errors. Mit nur wenigen gemeinsam mit The Residents geschriebenen Songs gelang Lithman mit diesem Album der Durchbruch als Solokünstler. 1983 tourte er mit gecoverten Blues-Songs.
In den Jahren 1985–1986 kehrte Lithman zurück, um mit The Residents eine Welttournee zu spielen, von der als 13th Anniversary Tour mehrere Veröffentlichungen existieren. Die Mitschnitte dokumentieren das herausragende Gitarrenspiel Lithmans von zarten Slides bis hin zu bedrohlich verzerrten Passagen, oft im selben Song.
1986 nahm Lithmans mit den Vestal Virgins sein reifstes Album Night of Desireable Objects auf. Das vielseitige Album repräsentierte die unterschiedlichen Einflüsse in Lithmans Karriere, von Nino Rota und Miles Davis über Folk bis hin zu Art Pop. Auf der Support-Tour des Albums mit den Virgins erlitt Lithman am 1. Juli 1987 nach einem Konzert in Linz (Österreich) einen tödlichen Herzinfarkt. Er starb am Tag der Veröffentlichung seiner Single There’s No Justice in Life in einem Gästezimmer des Posthofes in Linz – einen Tag vor seinem geplanten Auftritt im Posthof.
The Residents, die Lithmans Mitwirkung auf ihrem kommenden Album God in Three Persons (1988) eingeplant hatten, komponierten Musik für seine Beerdigung, die sie auf der MCD The Snakey Wake 1988 veröffentlicht haben. Die Erinnerung an Lithman wird durch Neuveröffentlichungen seines Ralph-Records-Materials einschließlich einer B-Seiten-Sammlung wachgehalten.

## Diskografie

### Alben
- Kings of the Robot Rhythm (1972)
- Bongos over Balham (1975, Chilli Willi and the Red Hot Peppers)
- Chewing Hides the Sound (1979, mit den Residents)
- Greener Postures (1980, mit den Residents)
- Manual of Errors (1982)
- Snakefinger’s History of the Blues (1984, Live in Europe)
- Snakefinger’s Vestal Virgins: Live in Chicago (Ralph cassette, 1986; Tec Tones CD, 1996)
- The Residents Featuring Snakefinger – 13th Anniversary Show - Live In Japan (1986)
- The Residents Featuring Snakefinger – Live In The USA! 13th Anniversary Tour (1986)
- Night of Desirable Objects (1986, Snakefinger’s Vestal Virgins)
- The Residents Featuring Snakefinger – Live In Holland (13th Anniversary Show) (1987)
- Snakefinger: A Collection (East Side Digital CD, 1988)
- Philip Charles Lithman AKA Snakefinger 1949 - 1987 (CD, 1992)
- Philip Charles Lithman aka Snakefinger (UWEB CD, 1993)
- The Residents Featuring Snakefinger – The 13th Anniversary Show - Cleveland (2014)
- Live in Melbourne 1981 (2015)
- Who Do You Love (B-Sides & Rarities) (2020)

### Singles und EP´s
- The Spot (Ralph 7", 1978)
- What Wilbur? / Kill The Great Raven (1979)
- The Man In The Dark Sedan (1980)
- The Model (1980)
- I Gave Myself To You (1986)
- There’s No Justice in Life (1987)
- Snakefinger's History Of The Blues - Bonus EP - Combo (4×File, MP3, EP, 2013)
- Snakefinger's History Of The Blues - Bonus EP - Solo (6×File, MP3, EP, 2013)

### Compilations
- Against the Grain (Ralph LP, 1983)
- A Collection Of Songs Written And Produced With The Residents (1988)
- The Residents / Snakefinger – UWEB Box Set (1995)
- Chewing Hides The Sound / Greener Postures (1999)

### Videos
- Live At Hurrah (DVDr, 2021)

### Sonstige Medien
- The Residents Featuring Snakefinger – Picnic In The Jungle (File, MP3, 270 kbps, 2014)